# Fontaine de l'Ogre
La fontaine de l'Ogre, appelée en allemand Kindlifresserbrunnen, est une fontaine située à Berne, en Suisse.

## Histoire
La fontaine est construite entre 1545 et 1546 par Hans Gieng en remplacement d'une ancienne fontaine en bois datant du XVe siècle. Elle est originellement baptisée Platzbrunnen (« fontaine de la Place ») et ne prend son nom actuel qu'en 1666 ; ce dernier peut se traduire littéralement par « fontaine du dévoreur de petits enfants », le mot « Kindli » étant un diminutif suisse-allemand pour « Kind ».
La sculpture de cette fontaine représente en effet un ogre assis, dévorant un enfant nu. À son côté, se trouve un sac contenant d'autres enfants. Comme l'ogre est représenté avec un couvre-chef ressemblant à un chapeau juif, le caractère antisémite de la fontaine est controversé,. Il a été évoqué la possibilité que cet ogre représente un Juif et que la sculpture soit une accusation de meurtre rituel contre les Juifs. D'autres théories y voient soit une représentation d'un Krampus, créature folklorique traditionnelle alpine qui punit les enfants désobéissants pendant la période de Noël, soit une représentation du dieu grec Cronos (ou de son équivalent latin Saturne) dévorant ses enfants, soit une image du cardinal Matthieu Schiner qui mena les armées suisses à plusieurs défaites dans le Nord de l'Italie.
Tout autour de la fontaine, le bassin est décoré d'ours armés se préparant à la guerre, accompagnés d'une flûtiste et d'un tambour.
La fontaine, située sur la Kornhausplatz, est inscrite comme bien culturel suisse d'importance nationale. Elle apparaît comme élément secondaire du roman L'Ogre de Jacques Chessex.

## Source
- (en) Cet article est partiellement ou en totalité issu de l’article de Wikipédia en anglais intitulé « Kindlifresserbrunnen » (voir la liste des auteurs).